# バックルンダ (小惑星)
バックルンダ (856 Backlunda) は小惑星帯に位置する小惑星である。ロシアの天文学者セルゲイ・イワノヴィチ・ベリャフスキーがシメイズ天文台で発見した。
スウェーデンの天文学者オスカル・バックルンドに因んで命名された。
2004年10月に福島県で掩蔽が観測された。